# Táhirovci
Táhirovci (persky طاهریان), také Táherovci, byla dynastie, která vládla v Chorásánu v severovýchodní Persii v letech 821–873/ 875.
Hlavním městem říše byl Merv, později Níšápúr. Zakladatelem dynastie byl Táhir ibn al-Husajn, jmenováný guvernérem Chorásánu za své služby abbásovským chalífou Al-Ma’múnen. Později Táhirovci rozšířili ovládané území až po hranice s Indií.
Táhirovská dynastie podlehla Saffárovcům, kteří připojili Chorásán ke své vlastní říši ve východní Persii.

## Vládci Táhirovské dynastie
- Táhir ibn al-Husajn (821–822)
- Talha (822–828)
- Abdulláh bin Táhir (828–845)
- Táhir II. (845–862)
- Muhammad ibn Táhir (862–873)